# Nyctiophylax unguicularis
Nyctiophylax unguicularis là một loài Trichoptera hóa thạch trong họ Polycentropodidae.